# Hans Mühle
Hans Mühle (* 11. April 1897 in Meinerdingen; † 25. Januar 1973 in Berlin) war ein deutscher lutherischer Geistlicher und Autor.

## Leben
Mühle studiert zunächst Jura, worin er 1923 über das völkerrechtliche Notrecht promovierte. Anschließend arbeitete er als Pädagoge an der Evangelischen-Grenzland-Volkshochschule Behle, leitete die Arbeiter-Volkshochschule der Sozialen Arbeitsgemeinschaft Berlin und wurde Dozent am Institut für Sozialethik und Wissenschaft der Inneren Mission an der Berliner Universität. Während dieser pädagogischen Tätigkeit schloss er sein Theologiestudium ab und wurde am 6. November 1938 in Berlin ordiniert. Er war zunächst Hilfspfarrer in Berlin und ab 1939 Hilfspfarrer/Pfarrer in der Johanneskirche in Eickel. Im Ersten Weltkrieg schwer verwundet, war er im Zweiten Weltkrieg Feldgeistlicher vor Stalingrad und später letzter Garnison-Prediger in Potsdam. Nach dem Krieg wurde er 1946 Domprediger in Verden (Aller), 1954 Pastor an der Stabkirche in Hahnenklee. Am 1. Mai 1965 wurde er in den Ruhestand versetzt. Seine letzten Lebensjahre verbrachte er in Berlin.

## Werke
- Nikolskoer Tagebuch. Erlebtes in und um St. Peter und Paul (Berlin um 1970).
- Ich hebe meine Augen auf zu den Bergen. Predigten, Lieder und neue Dichtungen (Clausthal-Zellerfeld 1964).
- Hahnenkleer Psalter. Aus Oberharzer Tannen fromm erbaut (Hahnenklee um 1964).
- Schöne Gotteswelt. Gedichte (Berlin 1962).
- Nordische Stabkirchen. Ein Reisebericht mit 34 Bildern. Hahnenklee-Oberharz, Wang-Riesengebirge, Norwegen (Lüneburg, 2. Auflage, um 1961).

- Tägliche Kraft durch das Vaterunser (Berlin 1940)
- Tägliche Kraft durch das Vaterunser (Lizenzausgabe von Fa. C. Ludwig Ungelenk Dresden 1948, Liz.Nr. 352 der Sowj. Militärverwaltung)
- Tägliche Kraft durch das Vaterunser. Eine Lebenshilfe u. ein Zeugnis (Berlin um 1960).
- Große Liebe zu einer kleinen Kirche. Festschrift. 50 Jahre Nordische Stabkirche. Gustav-Adolf-Kirche Hahnenklee-Bockswiese 1908 – 1958 (Clausthal um 1958, 2. Aufl. Clausthal-Zellerfeld 1966).

## Belege
1. ↑  Belegexemplar DNB 365000892 bei der Deutschen Nationalbibliothek.
2. ↑  Sonderdruck: "Öffentliche Anzeigen für den Harz" Nr. 86 11. April 1962.

| Personendaten    | Personendaten                                |
| ---------------- | -------------------------------------------- |
| NAME             | Mühle, Hans                                  |
| KURZBESCHREIBUNG | deutscher lutherischer Geistlicher und Autor |
| GEBURTSDATUM     | 11. April 1897                               |
| GEBURTSORT       | Meinerdingen                                 |
| STERBEDATUM      | 25. Januar 1973                              |
| STERBEORT        | Berlin                                       |